# فیستول مقعدی
فیستول مقعدی (به انگلیسی: Anal fistula) یک ارتباط غیرطبیعی و مزمن بین سطح بافت پوششی کانال مقعد و معمولاً سطح پوست در ناحیه پرینه است.  فیستول مقعدی را می‌توان به عنوان یک تونل باریک در نظر گرفت که دهانه داخلی آن در کانال مقعد و دهانه خارجی آن در سطح پوست در نزدیکی مقعد است.  فیستول مقعدی معمولاً در افرادی که سابقه آبسه مقعدی دارند، رخ می‌دهد. وقتی که آبسه مقعدی به خوبی درمان نشود، می‌تواند تبدیل به فیستول مقعدی شود. 
فیستول‌های مقعدی از غده‌های مقعدی ناشی می‌شوند که بین اسفنکتر داخلی مقعد و اسفنکتر خارجی مقعد قرار دارند. این غده‌ها به داخل کانال مقعد می‌ریزند. اگر خروجی این غده‌ها مسدود شود، ممکن است باعث ایجاد آبسه شود که در نهایت به سطح پوست می‌رسد. مجرایی که در این فرایند باز می‌شود همان فیستول است. 
اگر فیستول بسته شود، ممکن است آبسه‌ها عود کنند و این امر باعث تجمع چرک می‌شود. این چرک دوباره می‌تواند به سطح پوست برسد و این فرایند چندین بار تکرار شود. 
به طور کلی، فیستول مقعدی به خودی خود آسیبی نمی‌رساند؛ اما می‌تواند بسیار دردناک باشد و به دلیل تخلیه چرک، آزاردهنده باشد (همچنین ممکن است از فیستول، مدفوع خارج شود). علاوه بر این، آبسه‌های مکرر ممکن است منجر به عوارض کوتاه‌مدت قابل توجهی شود و مهمتر اینکه، نقطه‌ی آغازی برای عفونت سیستمیک بدن شود. 
درمان به صورت جراحی، برای تخلیه و جلوگیری از عفونت، ضروری تلقی می‌شود. ترمیم فیستول به عنوان یک روش انتخابی در نظر گرفته می‌شود که بسیاری از بیماران به دلیل ناراحتی و سختی‌های ناشی از تخلیه فعال فیستول، آن را انتخاب می‌کنند.  

## علائم و نشانه‌ها
فیستول مقعدی می‌تواند با علائم زیر ظاهر شود: 
- زخم پوست
- ترشح چرک، خونابه و یا (به ندرت) مدفوع
- خارش
- بسته به وجود و شدت عفونت:

- درد
- ورم
- درد در هنگام لمس و فشار
- تب
- بوی نامطبوع

- ترشحات غلیظ که ناحیه مقعد را مرطوب نگه می‌دارد